# Брендан Пери
Брендан Майкъл Пери (на английски: Brendan Michael Perry) е британски певец, автор на песни и мултиинструменталист, най-известен с работата си като член на дуото Дед Кен Денс с Лиса Джерард.

## Биография

### Произход и младежки години
Пери е роден в Уайтчапъл, Лондон, Англия през 1959 г. от майка от Каван, Ирландия и баща от Лондон. Отгледан е и учи в Ист Енд, Лондон, докато семейството му не се мести в Окланд, Нова Зеландия през 1973 г. Без официално музикално образование, Пери започва да свири на китара в колежа Сейнт Пол – католическо училище, което посещава в Понсънби.

### Първи музикални формации
След като не успява да стане учител в началното училище и да получи държавна служба, Пери работи на редица места, докато не става част от групата Скавинджърс през 1977 г. Отначало той свири на бас китара, а по-късно поема задълженията на водещ вокалист, когато оригиналният певец напуска групата. Освен шепа оригинални песни групата свири музика на Студжис, Ню Йорк Долс и психеделия от края на 60-те години. След две години, след като не успяват да осигурят договор за звукозапис или дати на живо, те се местят в Мелбърн, Австралия, през ноември 1978 г. и променят името си на Марчинг Гърлс. През 1980 г. Пери напуска групата, за да преследва солова кариера, експериментирайки с лентови луупове, синтез и алтернативни форми на ритъм.
През 1981 г. той създава Дед Кен Денс със Саймън Монро и Пол Ериксън и Лиса Джерард, впоследствие останало дуо.

## Кариера

### Скавинджърс и Марчинг Гърлс
Въпреки че вече е известен предимно с работата си с Дед Кен Денс, първите музикални изяви на Пери са в значително различен стил. През 1977 г. той, под псевдонима Рони Рисънт, е водещ член на новозеландската пънк рок група Скавинджърс. Пери започва като басист на групата, ставайки водещ вокалист след смяна на състава през 1978 г. През 1979 г. групата се премества в Мелбърн и променя името си на Марчинг Гърлс. Пери напуска групата през 1980 г.
Работата му с тези две групи може да бъде намерена в сборния албум AK79 от 1979 г., който е преиздаден на CD през 1994 г. и на плоча през 2020 г. Скавинджърс издават две компилации с песните си в Нова Зеландия през 2003 и 2014 г. Те се смятат за еквивалент на Бъзкокс в Нова Зеландия, като съвместно написаната от Пери песен „Mysterex“ се счита за един от най-добрите и отличителни пънк-рок записи в страната. Марчинг Гърлс също достигат новозеландските класации за сингли през 1980 г. с „True Love“.

### Дед Кен Денс
Дед Кен Денс първоначално се сформира като квартет през 1981 г. в Мелбърн с Пери, барабаниста Саймън Монро, басиста Пол Ериксън и вокалистката Лиса Джерард, която е последно присъединилата се. През 1982 г. групата се мести в Лондон, оставяйки Саймън Монро в Австралия. Питър Улрих свири на барабани на първите демо записи, концерти и записи на групата. Пол Ериксън скоро напуска групата, за да се върне обратно в Австралия, оставяйки групата като дует. Тя записва осем албума в звукозаписната компания 4AD Records, започвайки с едноименния албум Dead Can Dance, който излиза през февруари 1984 г.

### Соло кариера
През 1999 г. Пери издава соловия си албум Eye of the Hunter с 4AD Records. Албумът съдържа песни, написани от него, и кавър на песента на Тим Бъкли „I Must Have Been Blind“. В крайна сметка Пери прави още кавъри на песни на Тим Бъкли: „Happy Time“, „Chase the Blues Away“, „Dream Letter“ и " Song to the Siren".
Около 2001 г. Пери прави музиката за 10-минутния филм Mushin, направен от Греъм Уд, който проектира обложката на бокс сета Dead Can Dance (1981 – 1998) и албума Wake.
Пери обявява напускането си на 4AD през септември 2008 г. и обещава нов албум, озаглавен Ark в началото на 2009 г. Според отговор, направен от Пери на коментар в блога му в Myspace, новият албум ще бъде много различен от Eye of the Hunter, особено защото ще включва барабанна машини и електрически китари. „Utopia“, демо версия на песен от албума, е достъпна в неговия блог в Myspace. В крайна сметка Ark е пуснат на 7 юни 2010 г.
През март 2016 г. е обявено, че той ще си сътрудничи с френския музикант Оливие Мелано и бретанската традиционна група Bagad Cesson по проект, озаглавен No Land.

## Дискография

### Соло

#### Студийни албуми
- Eye of the Hunter (1999)
- Ark (2010)
- Songs of Disenchantment: Music from the Greek Underground (2020)

#### Компилации
- The Scavengers: The Scavengers (2003) [Компилация LP от демота и и избрани песни от пънк групата на Брендан Пери]
- AK79 (1980) [новозеландска пънк компилация, включително Скавинждърс, преиздадена през 1994 и 2020 г. с Марчинг Гърлс]
- London ICA (13 Year Itch Festival) (2008) [соло, достъпна само като MP3/MP4 изтегляне]

#### Сътрудничества
- Opera Multi Steel: Stella obscura (CD, „Du chant des elfes“)
- The 13 Year Itch (4AD компилация, „Happy time“ 1993)
- Elijah's Mantle: Angels of perversity (1993, „Paradis IAC“ и „Quem di dilicunt -part two“)
- Ектор Зазу: Sahara Blue (1994, „Youth“ & „Black Stream“ [с Лиса Джерард])
- Ектор Зазу: Songs from the cold seas (1994, „Annuka suaren neito“ и „Adventures in the Scandinavian skin trade“)
- Rare on Air (компилация на KCRW, „The Captive Heart“ 1994)
- CoEx: Synaesthesia (1995, „Chant of Amergin“)
- Ектор Зазу и Харолд Бъд: Glyph (1995, „Зад ъгъла отвсякъде“)
- Ектор Зазу: Lights in the dark[11] („Gol na dtrí Muire“, „In ainm an athar le bua“ и „Caoine Mhuire“)
- Барбара Гоган и Ектор Зазу: Made on Earth (1997, „True Love“)
- Sunset Heights 1997 (саундтрак към филма от Пери)
- Greenwood voice of the Celtic myth (компилация, „Balor's song“, 1997)
- Питър Улрих: Pathways and Dawns[11] (програмиране и секвенциране, китари, хърди-гърди и свирки)
- Sing a Song for You: Tribute to Tim Buckley (трибютен албум, „Dream letter“, 2000)
- Zoar: Clouds without water (2003, „Winter wind“ & „Wakeworld“)
- Пиано Меджик: Ovations (2009, „The Nightmare Goes On“ & „You Never Loved This City“)
- Оливие Мелано: No Land (2017)
- Делейаман: The lover, The stars & The citadel (2016, , „Escape“ & „Autumn Sun“)
- Deleyaman: Sentinel (2020, „The Valley“)

### С Дед Кен Денс

#### Студийни албуми
- Dead Can Dance (1984)
- Spleen and Ideal (1985)
- Within the Realm of a Dying Sun (1987)
- The Serpent's Egg (1988)
- Aion (1990)
- Into the Labyrinth (1993)
- Spiritchaser (1996)
- Anastasis (2012)
- Dionysus (2018)

#### Концертни албуми
- Toward the Within (1994)
- Live Happening 1–5 (2012)
- In Concert (2013)

#### Компилации
- A Passage in Time (1991)
- Dead Can Dance (1981 – 1998) (2001)
- Wake – The Best of Dead Can Dance (2003)
- Memento – The Very Best of Dead Can Dance (2005)

#### Филмова музика
- Dèmoni 2 (1986) (като Дед Кен Денс)
- El Niño de la Luna (1989) (като Дед Кен Денс)
- Baraka (1992) (като Дед Кен Денс, с Майкъл Стърнс)